# Michael Maittaire
Michael Maittaire (1668 en France - 7 août 1747 à Londres), de son vrai nom Michel Mettayer, est un philologue et bibliographe anglais d'origine huguenote.

## Biographie
Antoine-Augustin Renouard suggère que ses parents, protestants, étaient  issus de la famille de l'imprimeur Jamet Mettayer, que la révocation de l'édit de Nantes aurait obligés à chercher un asile en Angleterre. Maittaire, après avoir achevé ses études à l’école de Westminster avec une rare distinction, visita la Hollande et s’arrêta quelque temps à la Haye chez les frères Taillant, fameux imprimeurs dont il reçut des preuves multipliées de bienveillance.
Pressé du désir de revoir son pays natal, Maittaire obtint la permission de se rendre à Paris où il fut accueilli des savants avec des égards qui le touchèrent vivement. Son cœur était resté étranger à tout sentiment de haine, et, quoique l’exil de ses parents n’eût pu qu’être préjudiciable à sa fortune, jamais on ne l’entendit blâmer cette mesure. Longtemps après son retour à Londres, il ne parlait de sa patrie qu’avec attendrissement ; dans plusieurs circonstances, il a loué les qualités de Louis XIV et rendu justice à ses intentions avec une franchise et une loyauté vraiment françaises.
Exempt de toute ambition et satisfait de sa modeste fortune, Maittaire passait les journées entières à lire et à écrire dans son cabinet ; il était très versé dans les langues anciennes, et on lui doit un grand nombre d’éditions des auteurs classiques grecs et latins, très remarquables par leur correction et par des index d’un usage si commode qu’il suffit de se rappeler un mot pour retrouver le passage dont on a besoin. D’un caractère doux, modeste et obligeant, Maittaire eut beaucoup d’amis et était en correspondance avec les plus illustres savants d’Angleterre, de France, des Pays-Bas et d’Allemagne. 
Nommé l’un des maîtres de l’école dans laquelle il avait étudié, il partagea dès lors son temps entre ses élèves et ses livres, et mourut, à l’âge de 79 ans.

## Publications
- Græcæ linguæ dialecti, Londres, 1706, 1742, in-8° ; la Haye, 1738, in-8°.Cette édition a été revue et augmentée par J.-F. Reitz (de). F.-G. Sturz (de) en a donné une nouvelle que l’on regarde comme la meilleure de toutes, Leipzig, 1807, in-8°.
- Opera et fragmenta veterum poetarum latinorum, etc., Londres, vol. in-fol.Édition fort estimée et dont les exemplaires en grand papier sont très rares. Les exemplaires qui portent la date de 1721 ne diffèrent des autres que par le changement de frontispice. On trouvera dans le Répertoire bibliographique de Peignot (p. 232 et suiv.) la liste des auteurs que * Stephanorum Historia vitas ipsorum ac libros complectens, Londres, 1709, 2 parties in-8°, ouvrage savant et plein de recherches intéressantes il est très supérieur à celui qu’Almeloveen avait publié sur les mêmes imprimeurs, quoique d’ailleurs susceptible d’améliorations. On doit trouver à la fin de la première partie, p. 561, un Appendice de 4 pages, qui manque dans la plupart des exemplaires. Il contient une courte notice sur Turnèbe, G. Morel, Jean Bienné (d), Fréd. Morel, Claude Morel, Martin le jeune et Antoine Vitré, tirée de La Caille et de l’Anti-Baillet de Gilles Ménage. La deuxième partie est de même suivie, après la-page 133, d’un Appendix librorum sub Stephanorum nominibus impressorum, qui manque aussi dans beaucoup d’exemplaires. Ce morceau, de 7 pages, est daté 4 id. novembre 1709.
- Historia typographorum aliquot Parisiensium vitas et libros complectens, Londres, 1717, 2 vol. in-8° [lire en ligne].L’auteur a dédié cet ouvrage au duc d’Orléans, régent du royaume, par une épître remplie des sentiments les plus nobles. Ce volume contient les vies de Simon de Colines[3], de Michel de Vascosan, Guillaume Morel, Adrien Turnèbe, Fédéric Morel[Lequel ?] et Jean Bienné : il se trouve souvent réuni au précédent.
- Epistola de maledicentia P. Burinani.Cette lettre, adressée à Capperonnier contre P. Burmann Ier, se trouve dans l’Histoire littéraire de l’Europe, t. 2, p. 302.
- Annales typographici al artis inventée origine ad annum 1557 (cum Appendice ad annum 1664), la Haye, Amsterdam et Londres, 1719-1741, 5 tomes ou 9 vol., in-4°.Cet ouvrage est assez important pour qu’il soit permis d’en parler avec quelques détails. Le tome Ier (la Haye, 1719) contient le catalogue des livres imprimés avec ou sans date de 1457 à 1500, précédé d’une savante dissertation de Antiquis Quintiliani editionitus ; le tome 2 (ibid., 1722) est divisé en 2 parties et contient la suite de 1501 à 1536 ; le tome 3 (ibid., 1725), également divisé en 2 parties, s’étend de 1537 à et renferme en outre l’Appendice de 1558 à 1664 ; le tome 4 (Amsterdam, 1733), divisé en 2 parties, contient les nouvelles recherches de Maittaire sur les éditions du XVe siècle, et forme un supplément au 1er volume ; mais l’imprimeur hollandais, au lieu de se conformer à l’intention de Maittaire, l’a intitulé tome Ier, et l’a indiqué comme une nouvelle édition, revue et augmentée, qui rendait inutile le volume imprimé en 1719 tandis que, comme on le voit, ce n’en est qu’une suite ; le tome 5 (Londres, 1741), divisé en 2 parties, renferme les tables générales de l’ouvrage et de nouvelles additions[4]. Il est presque incroyable qu’un homme seul soit venu à bout d’exécuter un travail aussi étendu et qui suppose tant de recherches, de critique et de patience. L’ouvrage de Maittaire, sans doute bien imparfait, est cependant encore le meilleur que nous ayons. Mercier de Saint-Léger, excellent juge en pareille matière, dit que ce n’est qu’en le perfectionnant et l’améliorant qu’on peut espérer d’avoir enfin une bonne histoire de l’imprimerie. Plusieurs bibliographes se sont attachés à relever les erreurs de Maittaire : on se contentera de citer Bernard de La Monnoye[5], Prosper Marchand (Dictionnaire historique, Mercier (Supplément à l’Histoire de l’imprimerie), Rive (Chasse aux bibliographes), François-Xavier Laire (Index libror.), etc. D’autres bibliographes ont essayé de glaner après Maittaire en suppléant à ses omissions ; les plus connus sont : Schelhorn, Lœscher, Seelen (de), Leich (de), Haeberlin, Otto Mencke, Denis, Nyerup, Panzer, etc. Voir aussi, pour plus de détails, Struvius, Bibl. Histor. litterar., p. 2238 et suiv., ou le Répertoire déjà cité de Peignot, p. 265 et suiv.
- Miscellanea græcorum aliquot scriptorum carmina, ctim versions lâtina et notis, Londres, 1722, in-4°, imprimé aux frais du Dr John Freind.Ce recueil contient les poésies qui portent le nom de Mercure Trismégiste, les Oracles des mages depuis Zoroastre, Un Hymne à Hygie, par Ariphron de Sicyone ; les Hymnes de Proclus ; ceux d’Aristote, à la Vertu ; d’Homère, à Apollon, etc.
- Marmora Oxoniensia, grec et latin, etc., ibid., 1732, in-fol.Édition rare, supérieure à celle de Prideaux, et qu’on recherche encore, parce qu’elle contient différentes remarques omises par Richard Chandler. On doit trouver à la fin du volume une pièce de 30 pages, intitulée Antiquœ inscriptiones. duœ, grœca altéra, altéra latina, cum brevi notarum et conjecturarum specimine. L’inscription grecque est relative à un temple consacré à Bacchus par les habitants d’Héraclée, près de Tarente, et que Mazzocchi a décrit avec un grand détail ; l’autre contient un règlement * Carmen epicinium augustissimœ Russorum imperatrici sacrum, 1739.
- Senima sive poética aliquot in argumentis varii generis tentamina, ibid., 1742, in-4°.Recueil rare et recherché quelques biographes lui ont mal à propos attribué le Catalogus Bibliotheca Harleiana, Londres, 1743-1745, 5 vol. in-8° (voir Robert Harley). Il n’en a composé que l’épître dédicatoire, comme il le dit lui-même, p. 2.

La collection des classiques latins, publiée par Maittaire de 1713 à 1722 (Londres, Tonson), forme 27 volumes in-12. On trouve la liste des auteurs dont elle se compose à la fin du Manuel du libraire, par Jacques-Charles Brunet. Parmi les éditions dues aux soins de cet infatigable philologue, on citera encore celles des Apophtegmes des rois et des princes, etc., par Plutarque, Londres, 1741, in-4°, et des Poésies d’Anacréon, ibid., 1728, in-4°, tirées à exemplaires, dans chacun desquels Maittaire prit le soin de corriger lui-même à la plume le petit nombre de fautes échappées à l’impression et il avait pris le même soin pour les 204 exemplaires de sa belle édition de la Batracliomyomachia, 1721, in-8°. Cet Anacréon fut réimprimé en au même nombre, outre six exemplaires en papier superfin.

## Sources
- « Michael Maittaire », dans Louis-Gabriel Michaud, Biographie universelle ancienne et moderne : histoire par ordre alphabétique de la vie publique et privée de tous les hommes avec la collaboration de plus de 300 savants et littérateurs français ou étrangers, 2e édition, 1843-1865 [détail de l’édition]